# Rouleauville
Rouleauville est une ancienne localité francophone des territoires du Nord-Ouest (Canada), aujourd’hui intégrée dans le quartier historique de Mission, dans le centre de Calgary (Alberta). Né de la mission catholique Notre Dame de la Paix, le village de Rouleauville a d'abord été peuplé majoritairement de francophones, avant que l’expansion de la ville de Calgary ne se traduise par l'annexion du quartier et l'anglicisation de ses habitants. Rouleauville tient son nom de Charles Rouleau, un politicien, avocat et juge canadien du XIXe siècle. Le quartier abrite aujourd’hui de nombreux restaurants et boutiques.

## Histoire

### Origines de Rouleauville
Vers 1850, des marchands francophones commencent à s’installer dans la zone et établissent leur première mission permanente en 1872 : le père Doucet, originaire de France et premier prêtre à être ordonné en Alberta, est accompagné par Ephrem Brisebois, le commandant de la Police montée du Nord-Ouest, afin d'aller au point ou les rivières Bow et Elbow se rencontrent, ce qu’ils réalisent en 1875. Ensuite, ils construisent Fort Brisebois, qui deviendra Calgary un an plus tard. La première paroisse de cette communauté naissante, Notre-Dame-De-La-Paix, avait une majorité de Métis francophones et de Canadiens Français.
Le territoire de Rouleau a été acquis en 1883 par des missionnaires Oblats de Marie Immaculée, dont les pères Albert Lacombe et Hippolyte Leduc. Le père Lacombe désire un lot de colonisation permanent pour la mission d'évangélisation Notre-Dame-de-la-Paix. Les Oblats cherchent aussi à établir la paix entre les colons arrivant de l'Est canadien, les Métis et les peuples autochtones présents, notamment les Pieds-noirs, dans le but de valoriser la colonisation, les soins de santé, le commerce et l'éducation catholique en français. Les frères Rouleau prennent rapidement de l’importance dans la vie de la communauté.

### Charles-Borromée Rouleau (1840-1901)
Charles-Borromée Rouleau, né en 1840 à L’Isle-Verte, Bas-Canada, s’établit dans la paroisse de Notre Dame de la Paix en 1886. Il devient magistrat, essayiste, avocat, juge, inspecteur d’écoles, fonctionnaire, écrivain et journaliste. On le considère comme un érudit en matière de droit tout au long de sa carrière de juge. Il s’investit dans le développement de la communauté francophone catholique à Calgary et travaille à la création d’un système scolaire francophone séparé du système classique.

### Édouard-Hector Rouleau (1843-1912)
Après avoir obtenu son diplôme de l'École Normale Laval à Québec en 1861, Édouard-Hector Rouleau fait ses études au Séminaire de Nicolet de 1862 à 1865. Rouleau est capitaine dans la compagnie de milice du séminaire et fait partie de l'école d'instruction militaire de Québec pendant deux mois en 1864. Il étudie la médecine à l'Université Laval. Il accepte ensuite une commission pour aider les troupes gouvernementales envoyées à l'ouest en 1885. Enfin, il rejoint son frère, Charles-Borromée Rouleau, en 1887 à Calgary pour la mission Notre-Dame-de-la-Paix.

### Fondation de Rouleauville
Les deux frères Rouleau participent activement au développement de la communauté francophone catholique du village et de l’enseignement français. Edouard-Hector Rouleau participe à la fondation de la société Saint Jean-Baptiste, organisme visant à mettre en contact des francophones catholiques, et en devient le premier président en 1888. Cette influence vaut au village le surnom de Rouleauville, qui devient officiel le 2 novembre 1899, date de son inauguration. Cependant, absorbé par l’expansion de Calgary en 1907, Rouleauville perd son indépendance et devient un quartier de la ville.

### Anglicisation de Rouleauville.
À l'annexion de Rouleauville par Calgary en 1907, le quartier change de nom pour Mission. Les noms des rues sont également remplacés par le système de rues et avenues numérotées de Calgary depuis 1904. Le mouvement d'anglicisation du village s'accélère, notamment grâce aux flux massifs d'immigrants non-francophones qui viennent s'installer dans le quartier.
En 1889, l'église Notre-Dame-de-la-Paix est rebaptisée St. Mary's et, à partir de 1913, les messes ne sont plus célébrées qu'en anglais. En 1912, le diocèse catholique de Saint-Albert qui couvre la région de Calgary depuis 1871 est divisé en deux, séparant ainsi Edmonton et Calgary. Parallèlement, le nouvel évêque anglophone de Calgary, Monseigneur John Thomas McNally, fait remplacer les prêtres francophones par des prêtres anglophones.

### 1928-2000
Aux alentours de 1928, les francophones se réorganisent et établissent une nouvelle paroisse afin de préserver leur culture. On la nomme Sainte-Famille. Au cours des années suivantes, les francophones prennent plusieurs initiatives. En 1935, ils mettent en place la caisse populaire francophone Sainte-Famille, qui est un organisme bancaire coopératif qui occupe diverses fonctions telles que banque, assurance ou encore investissement. En 1946, ils fondent l'association coopérative de logement Sainte-Famille. Enfin, en 1964, ils commencent la construction de l'église Sainte-Famille et la formation quasi-simultanée du club social d'entraide Les Dames de Saint-Famille. En 1970, c'est la mise sur pied de la Société franco-canadienne.
Entre les années 1935 et 1970, une poignée de citoyens décide de s'engager dans la vie de la communauté et de la culture francophone. Parmi ces citoyens, on retrouve le docteur Leon Beauchemin (1888-1976) qui est président de l'Association canadienne-française de l'Alberta (ACFA) fondée en 1926. Il exerce ses fonctions pendant plus de 10 ans et il est l'un des initiateurs de l'arrivée de la radio francophone en Alberta et de la création de l'église Sainte-Famille. C'est en 1984 que l'enseignement en français redevient une réalité quand est construite la première école catholique contemporaine francophone de Calgary, l'école Saint-Antoine. En 1996, la communauté francophone de Calgary établit un centre communautaire et culturel appelé « la Cité des Rocheuses ».
Enfin, vers 2000, le CSSA (Conseil scolaire du Sud de l'Alberta) est fondé afin de gérer l'enseignement francophone public laïc dans près de 10 écoles du Sud de l'Alberta, dont Calgary.

## Le quartier aujourd'hui

### Valorisation Touristique
Dans le but de promouvoir la culture francophone à Calgary, le CDEA a lancé un circuit interactif de 14 étapes dans le quartier de Rouleauville grâce à la plateforme BaladoDécouverte. Le circuit propose de découvrir les lieux chargés de l'histoire et du patrimoine du quartier, ainsi que les acteurs de sa francisation. Des panneaux bilingues sont également installés dans le quartier pour en décrire et expliquer les lieux emblématiques.
En 2013, le comité Rouleauville-Mission de Calgary a fait une demande à la Commission des lieux et monuments historiques du Canada afin de donner le statut de lieu historique au quartier de Rouleauville. Cette demande a toutefois été rejetée en 2015.

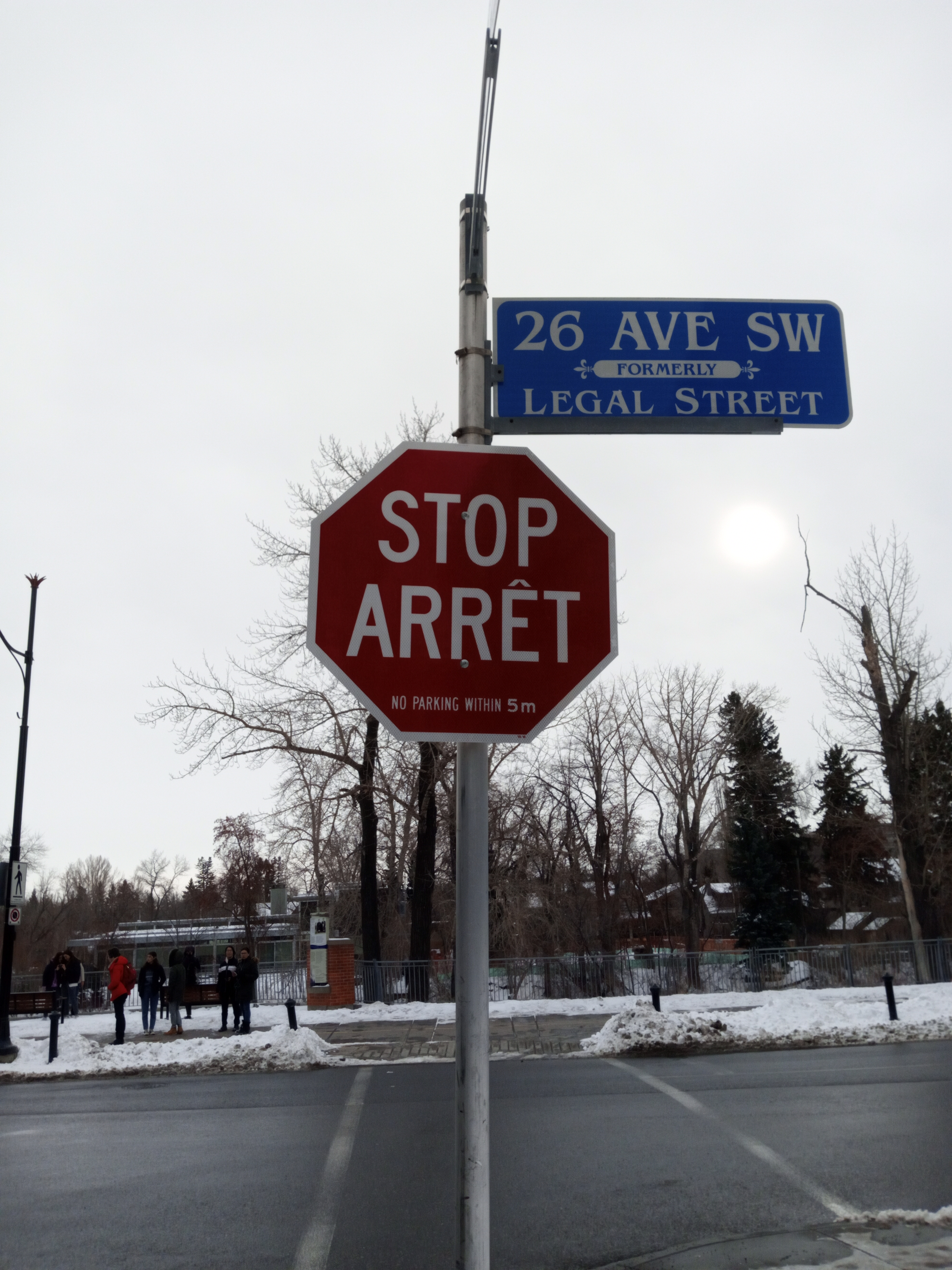
Panneau STOP/ARRÊT à Rouleauville

### Panneaux de signalisation bilingues
Certaines rues du quartier disposent depuis 2019 de panneaux « STOP/ARRÊT ». Le financement de ces panneaux provient de donations privées. Ces mêmes panneaux ont par ailleurs été vandalisés en mai 2020, la traduction française de « STOP »  recouverte de peinture noire. D'après la présidente du Bureau de visibilité de Calgary, ces actes proviennent de personnes qui ignorent l'histoire et l'importance du quartier.

## La Francophonie à Calgary
De nombreuses personnes parlent français à Calgary :
- Français comme langue maternelle : 22 035
- Français en tant la langue la plus parlée à la maison : 8 995
- Connaissance du français : 106 780[9]

Les personnes parlant français à Calgary peuvent se rassembler dans différents lieux qui permettent à la communauté francophone de célébrer leur culture. Des associations, des écoles et des restaurants français se trouvent dans différents endroits de la ville.